# Filar (geomorfologia)

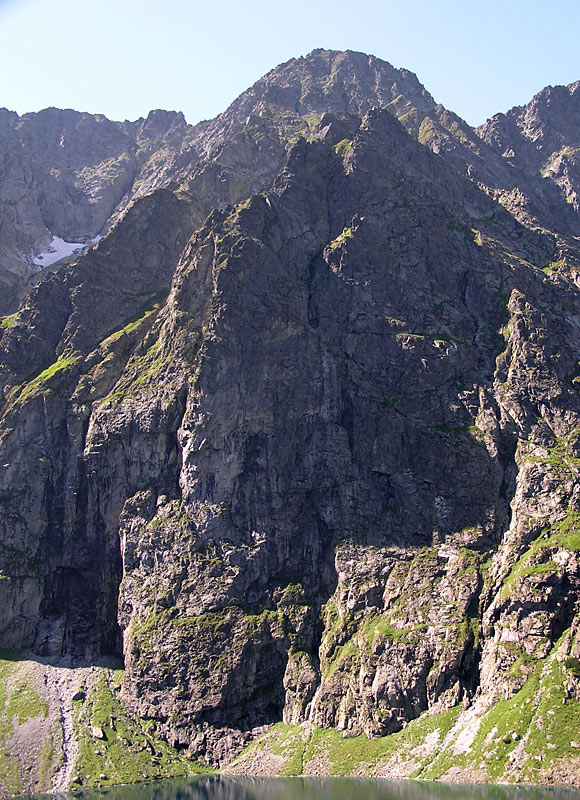
Filar Kazalnicy w centralnej części zdjęcia, opadający nad Czarny Staw pod Rysami

Filar – jedna z wypukłych form rzeźby skalnej w górach, wybitne i bardzo strome żebro skalne. Zwykle stanowi krawędź, w której schodzą się dwie ściany szczytu. Czasem nazwą tą określa się znaczącą grzędę skalną, rozdzielającą dwa żleby.
Filarami prowadzą zwykle narzucające się z uwagi na ukształtowanie terenu drogi wspinaczkowe, często o najwyższej skali trudności, np. Filar Kazalnicy Mięguszowieckiej w masywie Mięguszowieckiego Szczytu Czarnego czy Filar Leporowskiego w ścianie Koziego Wierchu w Tatrach, a także Wielki Filar Narożny Mont Blanc (fr. Grand Pilier d'Angle) lub Filar Walkera na Grandes Jorasses w tym samym masywie.